# Eva Crane
Eva Crane   (Londres, 12 de juny de 1912 - Slough, 6 de setembre de 2007) va ser una investigadora de les abelles i eminent apicultora. Es va formar com a física i matemàtica quàntica, però va canviar per les abelles el seu objecte d'estudi i va dedicar dècades de la seva vida a estudiar-les, viatjant a més de 60 països, moltes vegades en condicions molt precàries.
Nascuda amb el nom d'Ethel Eva Widdowson a Londres, va obtenir un doctorat l'any 1941 en física nuclear. Va començar una carrera com a professora a la Universitat de Sheffield. Es va casar amb James Crane, un corredor de borsa que servia a la Royal Navy Volunteer Reserve, al 1942. El seu espòs va morir l'any 1978.
El seu interès en les abelles va néixer quan va rebre un rusc com a regal de noces, obsequi realitzat amb el desig que ajudés a suplementar la seva ració de sucre en temps de guerra.
Directora de l'Associació Internacional d'Investigació Apícola (IBRA), que va contribuir a fundar el 1949, amb seu a casa seva, Va ser editora de diverses revistes especialitzades, com ara Bee Word, Apicultural Abstracts i Journal of Apicultural Research. Crane va escriure més de 180 articles i llibres, molts dels quals quan tenia més de 70 anys i va poder deixar la direcció de l'Associació. Honey: A Comprehensive Survey (1975), en el qual va contribuir amb importants capítols i amb l'edició, es va dur a terme perquè el seu editor li havia dit que un llibre d'aquestes característiques era molt necessari. A Book of Honey (1980) i The Archaeology of Beekeeping (1983) van reflectir el seu fort interès en temes com la nutrició i el passat remot de l'apicultura.
La seva obra va culminar amb els llibres Bees and Beekeeping: science, practice and world resources (1990, 614 pàgines) i The World History of Beekeeping and Honey Hunting (1999, 682 pàgines), que eren un compendi del coneixement i l'experiència d'una vida dedicada a l'estudi i a la pràctica de l'apicultura.
Eva Crane va fer importants estudis sobre el comportament de les abelles, però també sobre la història de l'apicultura, la síntesi de la mel i els usos que se n'han fet en l'antiguitat i al llarg del temps. Va aplegar i catalogar centenars d'estris i objectes relacionats amb l'apicultura arreu del món. Va morir a l'edat de 95 anys a Slough, Regne Unit.